# اوک گروو (اورگان)
اوک گروو (به انگلیسی: Oak Grove) یک منطقهٔ مسکونی در ایالات متحده آمریکا است که در شهرستان کلاکاماس، اورگن واقع شده‌است. اوک گروو ۱۰٫۷ کیلومتر مربع مساحت و ۱۶٬۶۲۹ نفر جمعیت دارد و ۵۶ متر بالاتر از سطح دریا واقع شده‌است.